# Sally Gap
Sally Gap (irisch Bearna Bhealach Sailearnáin) ist ein Bergpass auf ca. 503 m Höhe in den Wicklow Mountains (County Wicklow, Irland). Auf dem Pass kreuzen sich die R759 und die R115. Wenige Kilometer südsüdöstlich liegt der Berg Luggala und Lough Tay. Umgeben wird Sally Gap von einer Heidelandschaft.

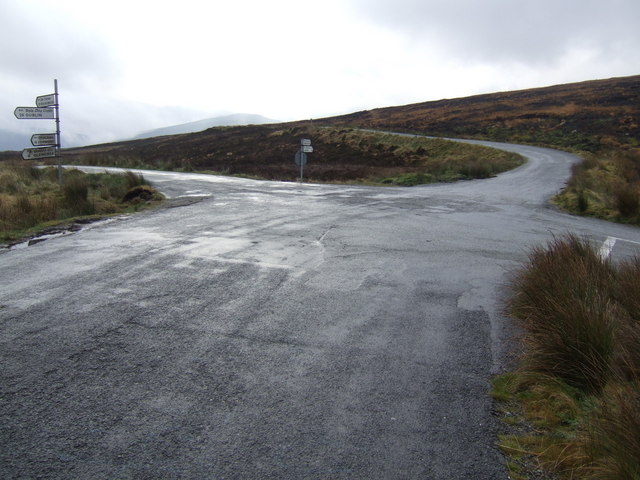
Kreuzung auf Sally Gap

Sally Gap liegt am Rand des Wicklow-Mountains-Nationalparks und ist der höchstgelegene Pass Irlands. Während in West-Ost-Richtung die R759 Kilbride mit Roundwood verbindet, führt die sog. Military Road von Norden (Ballyboden) kommend nach Laragh im Süden.
Bei klarem Wetter bietet der Pass einen weiten Blick in die Landschaft. Im Winter ist die Passstraße teilweise unpassierbar, da kein Winterdienst stattfindet.

## Geschichte
1760 findet sich erstmals auf einer Karte der Name Sally Gap. 1798 wurde die Straße über Sally Gap gebaut. Sie diente der britischen Armee zu militärischen Zwecken, um Rebellionen schnell zu ersticken. Die R115 wird daher immer noch als Military Road bezeichnet. Die frühere Baracke, die für die Wachsoldaten am Sally Gap vorgesehen war, ist das heutige Besucherzentrum des Tals von Glencree. Nahebei liegt die deutsche Kriegsgräberstätte von Glencree, die 1961 geöffnet wurde.